# Musa Keys
Musa Keys, pseudonimo di Musa Appreciate Makamu (Giyani, ...), è un produttore discografico e disc jockey sudafricano.

## Biografia
Musa Keys è salito alla ribalta nel 2021, anno in cui ha conseguito il successo con Vula mlomo, numero uno nelle Official South African Music Charts della Recording Industry of South Africa e contenuto nell'album in studio d'esordio Tayo. L'anno successivo è stato candidato per l'MTV Europe Music Award al miglior artista africano alla cerimonia tenutasi a Düsseldorf, mentre ai South African Music Awards si è portato a casa il riconoscimento per la registrazione dell'anno, premio vinto con Vula mlomo (2021).
Ha ricevuto la nomination per il Grammy Award alla migliore interpretazione di musica africana del 2024 per Unavailable, in collaborazione con Davido.

## Discografia

### Album in studio
- 2021 – Tayo
- 2024 – Rirhandzu

### EP
- 2020 – Widlysm
- 2019 – The Streets Are Calling
- 2023 – Becoming Him

### Singoli
- 2019 – Let's Go (feat. Cyfred & Harvey)
- 2019 – Hey wena
- 2020 – Samarian Boy
- 2021 – Kakara (feat. Itu Ears & Uncle Bae)
- 2021 – Vula mlomo (feat. Sir Trill & Nobantu Vilakazi)
- 2021 – Tobetsa (con Joozey e Marioo feat. Abbah)
- 2022 – Your Body (con Cyfred e Focalistic)
- 2022 – Kancane (con Konke feat. Nkulee501, Skroef28 & Chley)
- 2022 – Ngisasemncane (con Leandra.Vert e Toby Franco feat. Nkulee501 & Skroef28)
- 2022 – M'nike (con Konke e Chley feat. Sayfar)
- 2023 – Ice Cream (con Optimist Music ZA e MDU AKA TRP feat. House of Tayo)
- 2023 – Mama se khaya (con Mihlali the Guy e TBO feat. Cnattty)
- 2023 – Uthando (con Toby Franco feat. Chley & Leandra.Vert)
- 2023 – Izinyembezi (feat. Chley & Cheez Beezy)
- 2024 – Vafana va mali (Gaza Boys)